# Giardino giapponese di Hasselt
Il giardino giapponese di Hasselt è un parco nell'omonima città belga, progettato nel tradizionale stile del XVII secolo
È stato donato alla città belga dalla città giapponese di Itami ed è il giardino giapponese più grande d’Europa.

## Storia
Il giardino è stato progettato dall'architetto giapponese Takayuki Inoue. ed è stato realizzato da un gruppo di abili giardinieri giapponesi all'inizio degli anni '90. Venne inaugurato il 20 novembre 1992, dopo 250 giorni lavorativi.
La posizione del giardino è stata scelta dall'architetto Inoue e la città di Itami ha fornito tutti i contributi finanziari e materiali. La piantumazione dell'area prescelta è stata preservata il più vicino possibile alla situazione originale, dimostrando il rispetto per la natura dei giapponesi.
I giardinieri giapponesi hanno abbellito il sito prescelto con una piccola collina, un ruscello, una cascata, una spiaggia di ciottoli, ponti, una casa da tè e una serie di altri edifici tradizionali giapponesi. Per costruire i ponti le pietre furono portate dall'Austria, mentre gli edifici furono costruiti esclusivamente con materiali portati dal Giappone.
Con i suoi 2,5 ettari, il giardino giapponese di Hasselt è il più grande giardino giapponese d'Europa.

## Galleria d'immagini

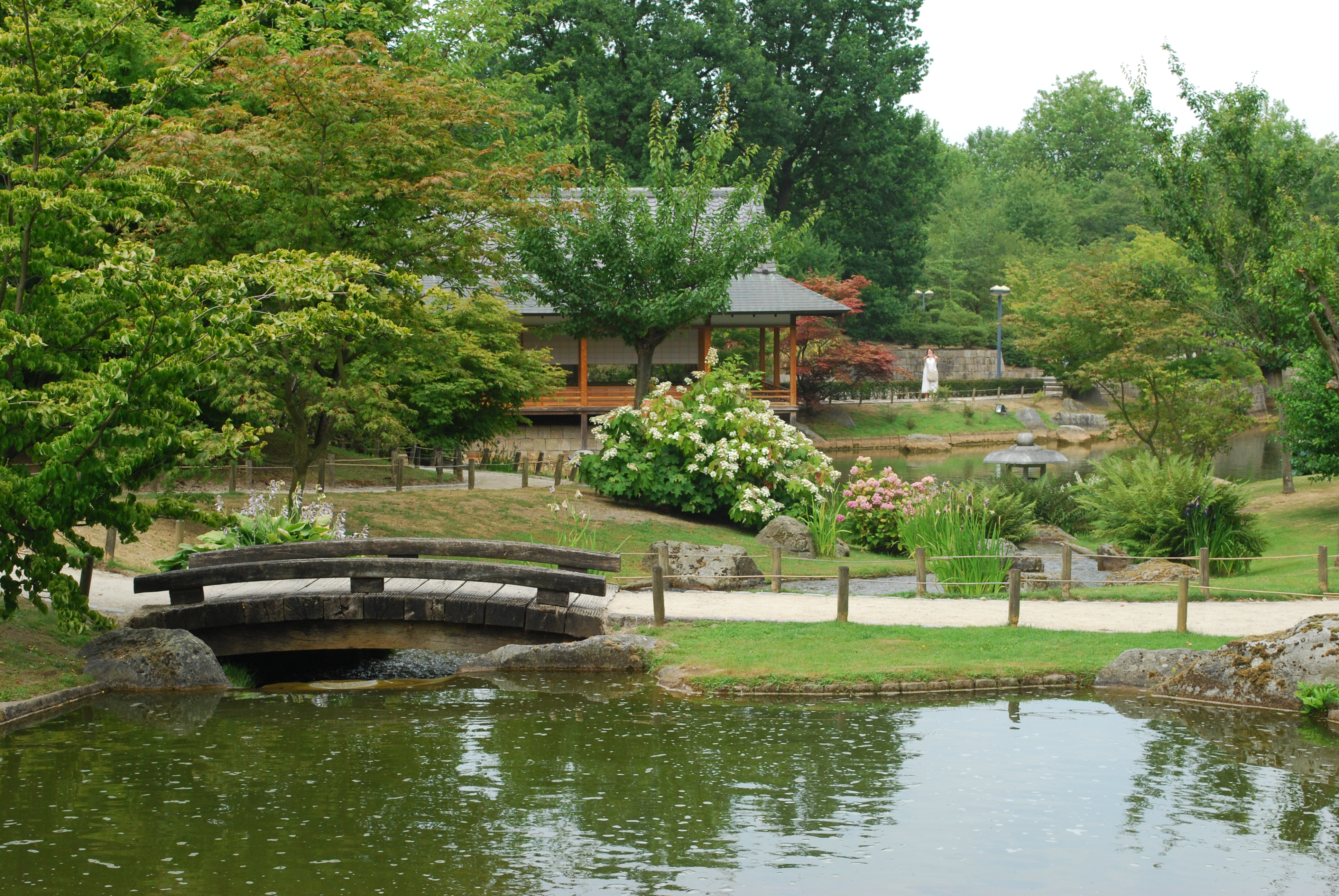
Ponte con casa da tè sullo sfondo
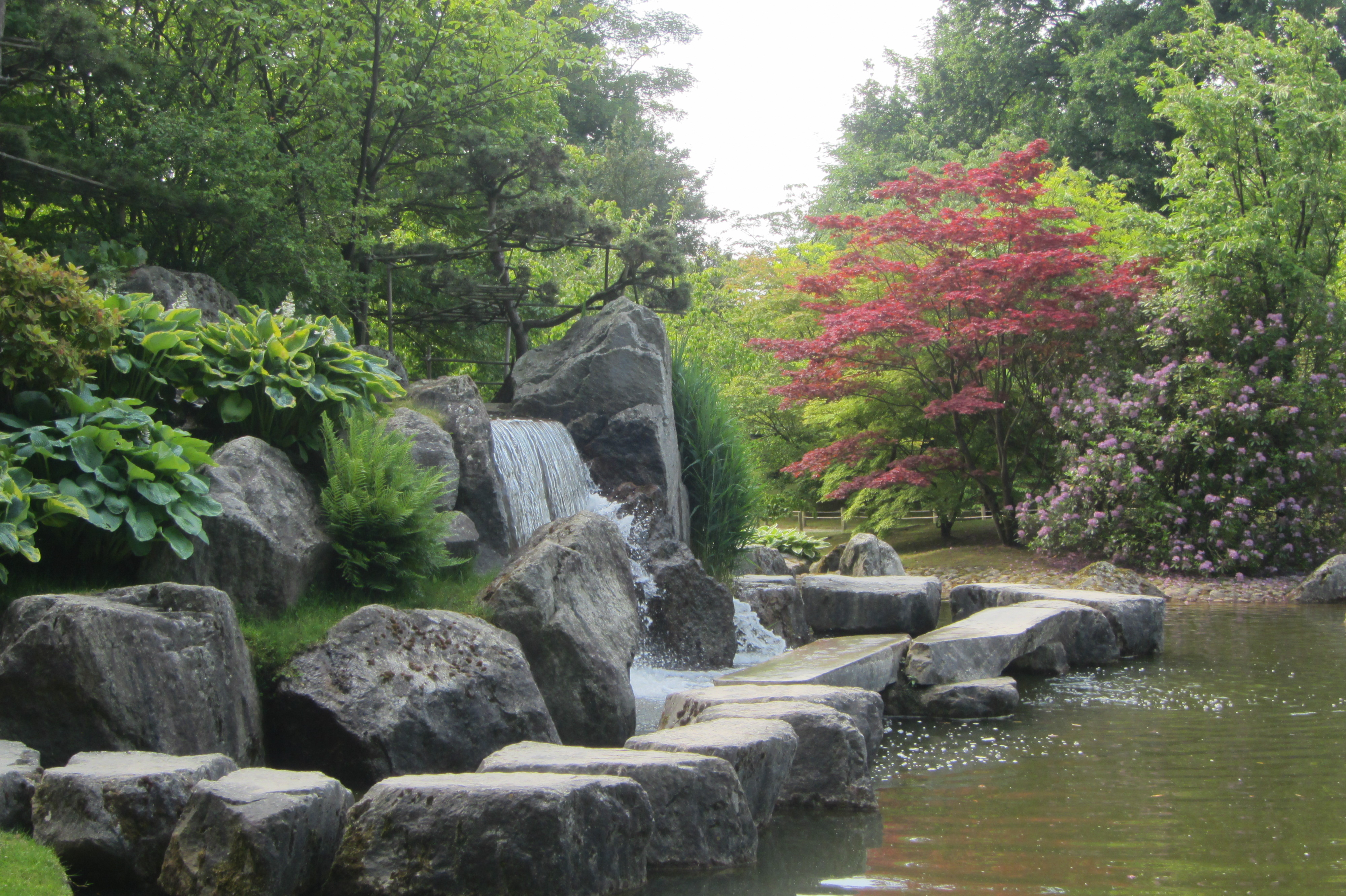
Cascata
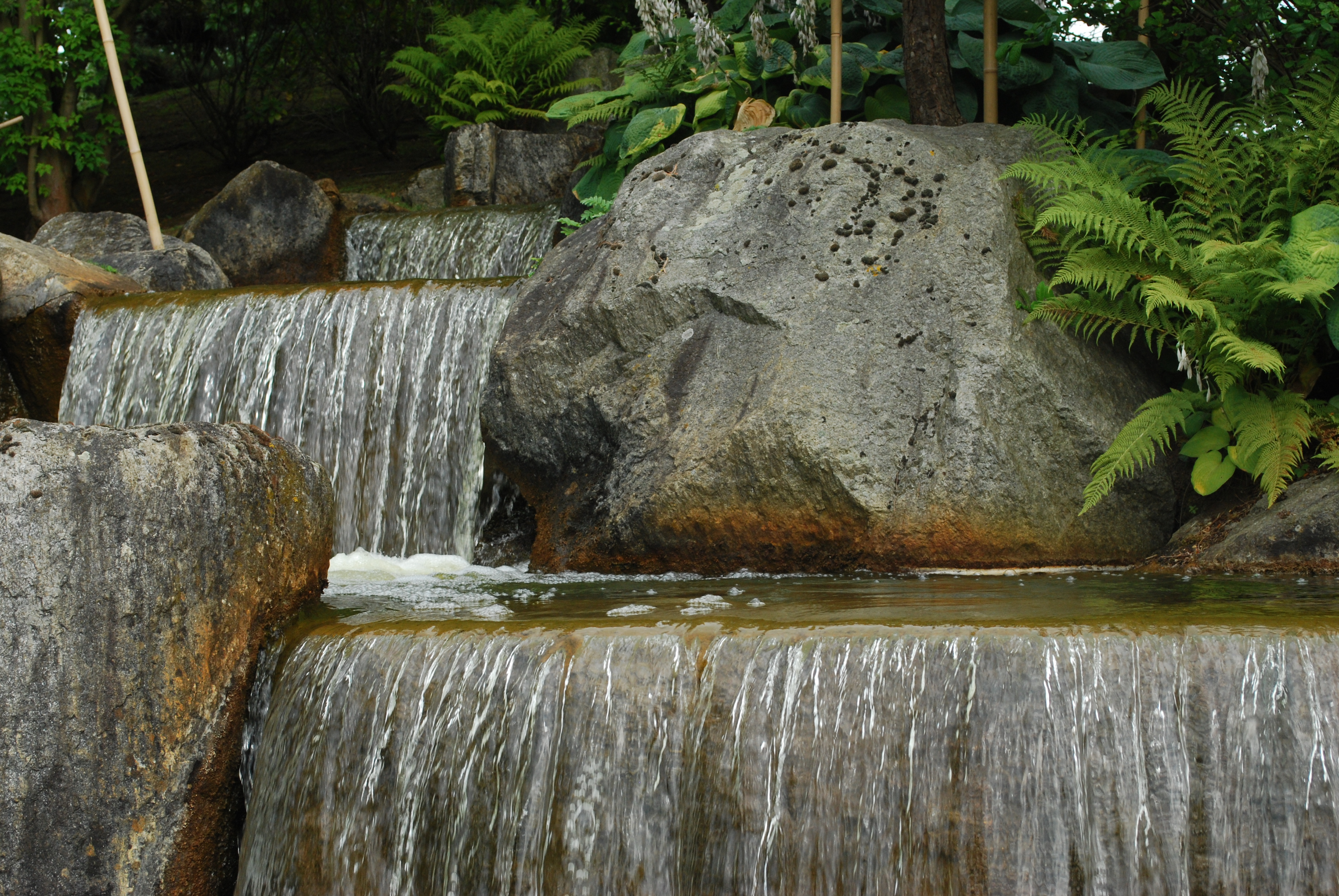
Cascata
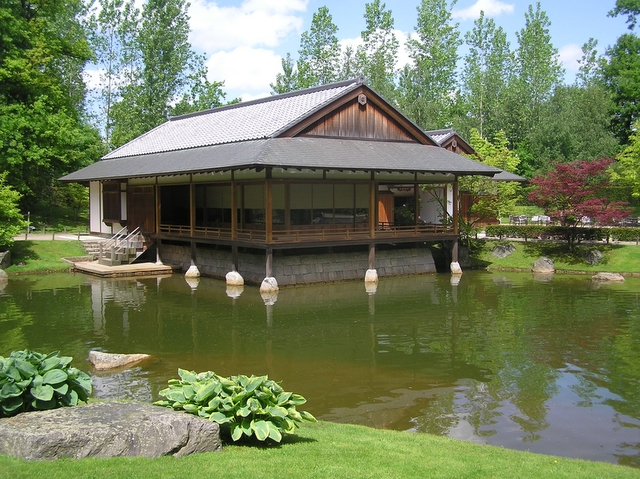
La casa del tè
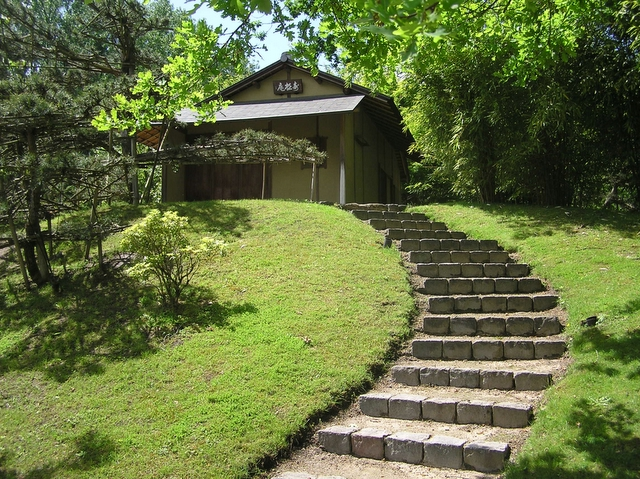
Collina con edificio tradizionale giapponese
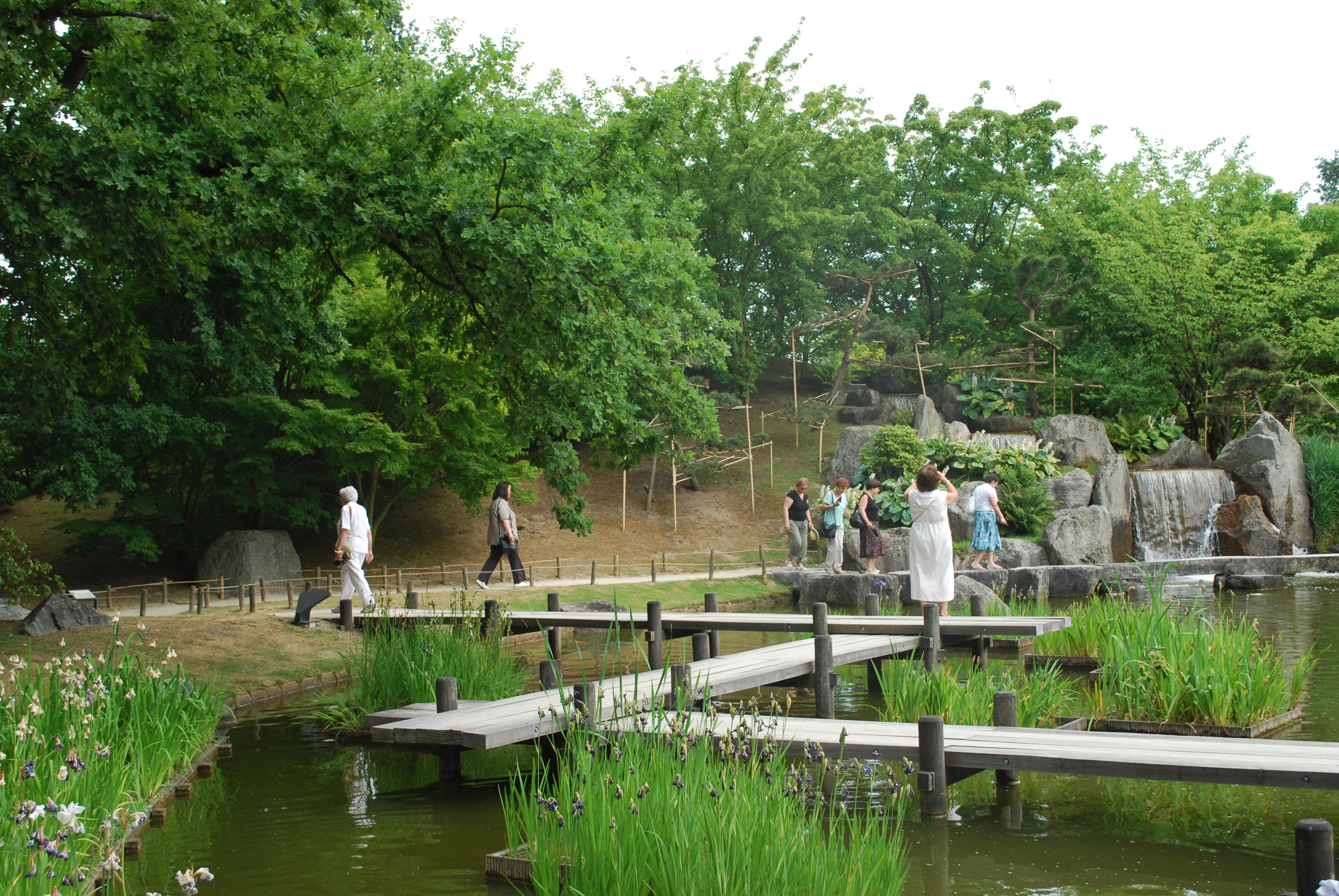
PontiYatsuhashi
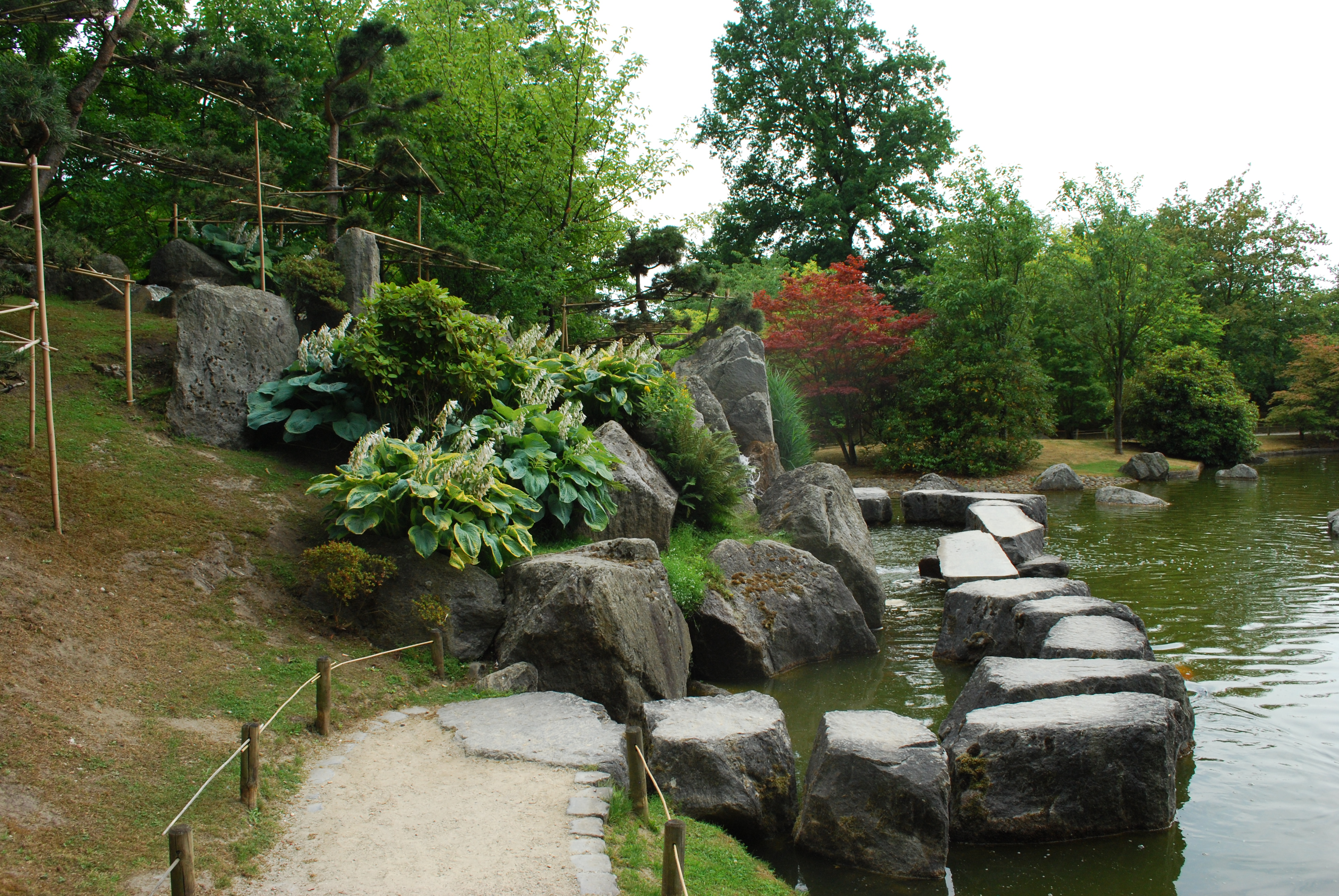
Sawatari-ishi, trampolini di lancio sull'acqua
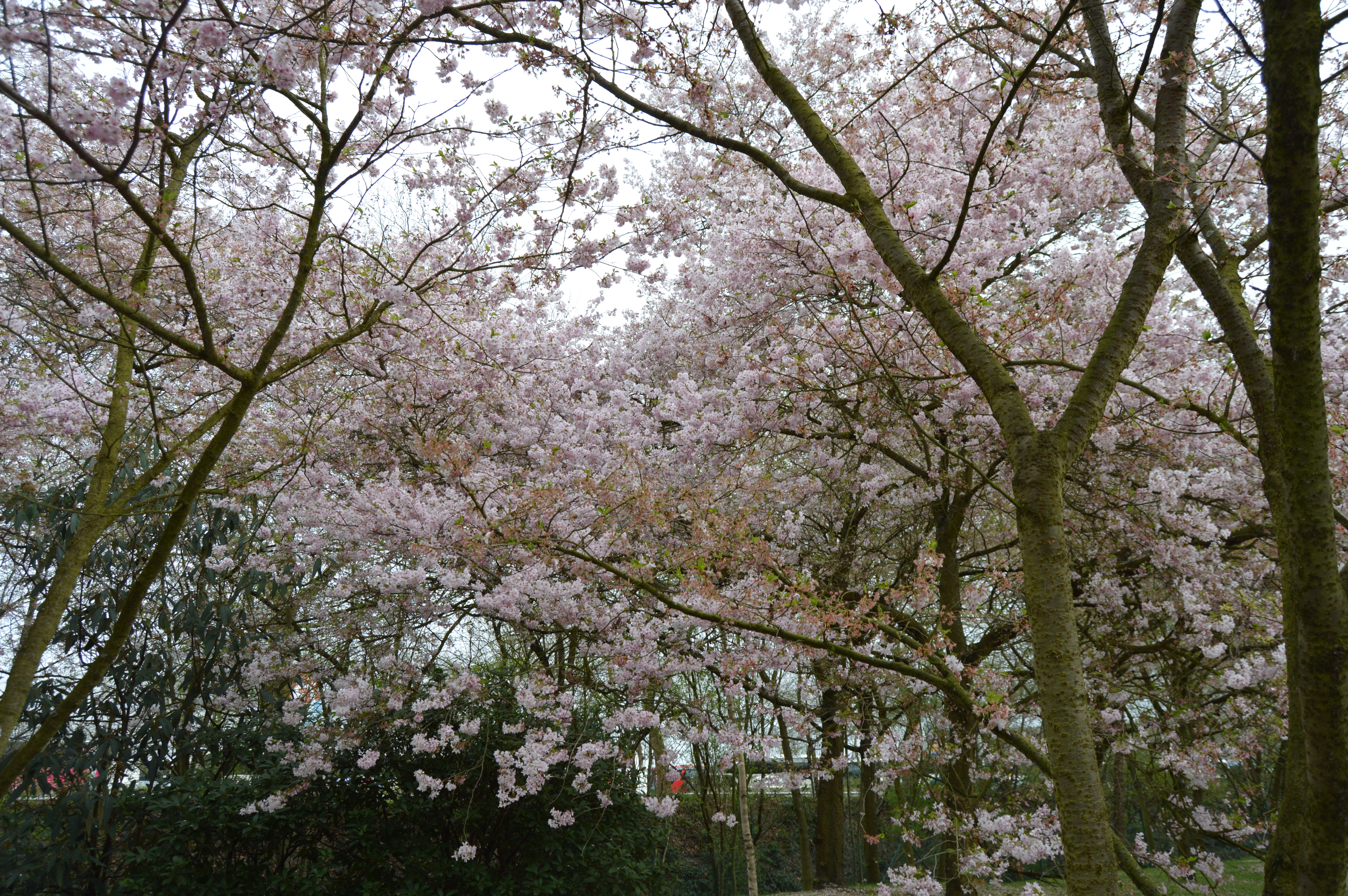
Pruni giapponesi (Prunus serrulata) in fiore